# CYP35B1
Dod-13是秀麗隱桿線蟲（Caenorhabditis elegans）的一个基因，编码一种细胞色素P450酶，具有类固醇羟化酶活性，为细胞色素P450的35家族B亚家族成员1，缩写CYP35B1。Dod-13是基因Daf-16的下游基因，影响线虫的生命周期。